# ویر (کانزاس)
ویر (به انگلیسی: Weir) شهری در ایالت کانزاس کشور ایالات متحده آمریکا است که جمعیت آن در سرشماری سال ۲۰۱۰ میلادی، ۶۸۶ نفر بوده‌است.